# Paris-Roubaix 2024
Paris-Roubaix 2024 a fost ediția a 121-a cursei clasice de ciclism Paris-Roubaix, cursă de o zi. S-a desfășuraT pe data de 7 aprilie 2024. Cursa face parte din calendarul UCI World Tour 2024. 

## Echipe participante
Întrucât Paris–Roubaix este un eveniment din cadrul UCI World Tour 2024, toate cele 18 echipe UCI au fost invitate automat și obligate să aibă o echipă în cursă. Șapte echipe profesioniste continentale au primit wildcard.

### Echipe UCI World
| - Alpecin–Deceuninck - Arkéa–B&B Hotels - Astana Qazaqstan Team - Team Bahrain Victorious - Bora–Hansgrohe - Cofidis - Decathlon–AG2R La Mondiale - DSM–Firmenich PostNL - EF Education–EasyPost | - Groupama–FDJ - Ineos Grenadiers - Intermarché–Wanty - Lidl–Trek - Movistar Team - Soudal–Quick-Step - Team Jayco–AlUla - Visma–Lease a Bike - UAE Team Emirates |  |

### Echipe continentale profesioniste UCI
| - Bingoal-WB - Israel–Premier Tech - Lotto–Dstny - Q36.5 Pro Cycling Team | - Team Flanders–Baloise - Team TotalEnergies - Uno-X Mobility |  |

## Rezultate
| \| Clasament general \| Clasament general \| Clasament general \| Clasament general \| Clasament general \| \| Ciclist \| Ciclist \| Echipă \| Timp \| \| \| ----------------- \| -------------------- \| ------------------ \| ----------------- \| ----------------- \| \| 1. \| Mathieu van der Poel \| Alpecin-Deceuninck \| 5h 25' 58" \| \| \| 2. \| Jasper Philipsen \| Alpecin-Deceuninck \| + 3' 00" \| \| \| 3. \| Mads Pedersen \| Lidl-Trek \| + 3' 00" \| \| \| 4. \| Nils Politt \| UAE Team Emirates \| + 3' 00" \| \| \| 5. \| Stefan Küng \| Groupama-FDJ \| + 3' 15" \| \| \| 6. \| Gianni Vermeersch \| Alpecin-Deceuninck \| + 3' 47" \| \| \| 7. \| Laurence Pithie \| Groupama-FDJ \| + 3' 48" \| \| \| 8. \| Jordi Meeus \| Bora-Hansgrohe \| + 4' 47" \| \| \| 9. \| Søren Wærenskjold \| Uno-X Mobility \| + 4' 47" \| \| \| 10. \| Madis Mihkels \| Intermarché-Wanty \| + 4' 47" \| \| |                      |                    |            |
| |                      |                    |            |
| Source: ProCyclingStats |                      |                    |            |
| Clasament general |                      |                    |            |
| Ciclist | Ciclist              | Echipă             | Timp       |
| 1. | Mathieu van der Poel | Alpecin-Deceuninck | 5h 25' 58" |
| 2. | Jasper Philipsen     | Alpecin-Deceuninck | + 3' 00"   |
| 3. | Mads Pedersen        | Lidl-Trek          | + 3' 00"   |
| 4. | Nils Politt          | UAE Team Emirates  | + 3' 00"   |
| 5. | Stefan Küng          | Groupama-FDJ       | + 3' 15"   |
| 6. | Gianni Vermeersch    | Alpecin-Deceuninck | + 3' 47"   |
| 7. | Laurence Pithie      | Groupama-FDJ       | + 3' 48"   |
| 8. | Jordi Meeus          | Bora-Hansgrohe     | + 4' 47"   |
| 9. | Søren Wærenskjold    | Uno-X Mobility     | + 4' 47"   |
| 10. | Madis Mihkels        | Intermarché-Wanty  | + 4' 47"   |

## Legături externe
- Site web oficial